# Óécska
Óécska (szerbül Стајићево / Stajićevo, németül Alt-Etschka) település Szerbiában, a Vajdaságban, a Közép-bánsági körzetben, Nagybecskerek községben.

## Fekvése
Nagybecskerektől délre, a Béga mellett, Écska, Perlasz és Orlód közt fekvő település.

## Története
1910-ben 3047 lakosából 33 magyar, 2677 román, 177 szerb volt. Ebből 168 római katolikus, 2863 görögkeleti ortodox volt.
A trianoni békeszerződés előtt Torontál vármegye Nagybecskereki járásához tartozott.

## Népesség

### Demográfiai változások
| 1948 | 1953 | 1961 | 1971 | 1981 | 1991 | 2002 | 2011 |
| ---- | ---- | ---- | ---- | ---- | ---- | ---- | ---- |
| 1133 | 1229 | 1413 | 1607 | 1993 | 2058 | 1999 | 1941 |